# 무으타질라파
무타질라파(아랍어: المعتزلة al-muʿtazila[*])는 바스라와 바그다드에서 번성한 이슬람의 사변 신학파로, 8세기 우마이야조에서 시작되어 9세기 무렵 압바스조 치하에서 칼리프 알마으문 치하에서 절정기를 맞았다. 특히 9세기 무으타질라 학자들은 그리스 철학을 이슬람 신학과 융합하여 독자적이고 정교한 신학 체계를 완성했다는 점에서 이슬람 신학사에서 중요한 가치를 지닌다. 그러나 추후 이들은 정치적인 이유로 박해를 받게 되었고, 절충적인 아슈아리파 등이 등장하면서 점차 쇠퇴하였다. 대표적인 무으타질라파의 이론가로 바스라의 아부 알후다일(아불 후다일), 낫잠, 바그다드의 비슈르 이븐 무으타미르 등이 있다.
무으타질라파는 그리스적 유산인 합리성과 이성(아끌)을 중시하였으며, 이를 신학 학설 수립에 도입하여 논리적인 체계를 세운 것은 이들이 처음이었다. 이들은 이성의 눈으로 사물을 바라볼 때 의문이 생기며, 그러한 의문에 답하는 과정에서 지식이 생겨난다고 보았다. 무으타질라 신학이 수립된 이후 이처럼 합리적인 논리 체계를 갖춘 사변 신학을 비로소 '칼람', 칼람을 연구하고 논거를 통해 교의의 타당함을 옹호하는 사변 신학자를 '무타칼림'('대화하는 이'라는 뜻, 복수는 '무타칼리문')이라 부르게 되었다.
정치적 관점에서는 무으타질라파는 여러 대립되는 입장을 융합하여 중도적 입장을 취하는 것을 원칙으로 하였으며, 이로써 극단적 대립을 완화하고 정치 체제의 안정성을 확보하려 노력하였다.

## 기원
사료에 의하면 무으타질라파는 8세기 중엽 생겨났다고 한다. 그 기원은 대죄를 범한 무슬림의 문제에서 답하는 과정에서 중도적 입장을 취하여 갈라져 나온 분파였다. 당시 이 문제에서는 여러 입장이 대립하고 있었는데, 대죄를 범한 이는 무슬림이 아니라는 카와리즈파의 입장과, 대죄를 범한 이도 무슬림이라는 무르지아파의 입장이 대표적인 극단이었으며 하산 알바스리 등의 비교적 절충적인 입장도 있었다. 어느 날 하산 알바스리의 제자들이 이 문제에 대한 하산 알바스리의 설명을 요구하였는데, 하산 알바스리는 먼저 곁에 앉은 제자 와실 이븐 아타에게 견해를 물었다. 그러자 와실 이븐 아타는 대죄를 범한 이는 '무슬림과 비무슬림의 중간적 위치에 있다'는 대답을 하며 물러났다. 이를 두고 하산 알바스리는 '그가 물러났다(이으타잘라)'고 평했는데, 여기서 '무으타질라(스스로 물러난 이)'라는 이름이 유래되었다.

## 핵심 주장
무으타질라파는 발전해 나가면서 수십 갈래의 분파가 생겼으나, 기본적으로 무으타질라에 속한다고 하기 위한 핵심적인 교리는 다음 다섯 가지로 정리되었다.
1. 유일성(아랍어: التوحيد 앗타우히드[*])
2. 정의(아랍어: العدل 알아들[*])
3. 약속과 위협(아랍어: الوعد و الوعيد 알와으드 와 알와이드[*])
4. 중립적 태도(아랍어: المنزلة بين المنزلتين 알만질라 바이나 알만질라타인[*])
5. 선의 옹호와 악의 금지(아랍어: الأمر بالمعروف و النهي عن المنكر 알아므르 빌 마으루프 와 안나흐이 안 알문카르[*])

이에 대해 간략히 해설하면 다음과 같다.
1. 무으타질라는 기본적인 이슬람의 테제, '신은 하나이며 다른 신은 없다'는 데에서 나아가, 인간을 포함한 피조물과 신 사이에 어떠한 유사성도 인정하지 않으며, 신의 속성을 부정하고 단일하고 어떠한 것도 비길 데 없는 본질만을 인정한다. 즉 신의 전지성, 전능성 등은 신의 속성이라기보다는 단지 그 본질에 복잡성을 부가하는 것이며, 신 속에서 궁극적으로 이러한 구별은 있을 수 없다는 것이다. 신의 본질은 어떠한 속성으로 표현할 수 없는 존재 자체이며, 이에 따라 무으타질라는 신에 대한 해명은 '신은 있다'라는 한 구절로 충분하다고 보았다. 또한 무으타질라는 이 원칙에 따라 《꾸란》의 영원성을 부정하는데, 영원한 것이 둘일 수 없기 때문이다.
2. 신은 정의로우며 공평하고 악을 원하거나 명령하지 않는다. 따라서 악은 인간의 자유 의지에서 나온 것이다. 무으타질라는 인간의 자유 의지와 책임을 옹호하며, 이러한 점에서 까다리파와 궤를 같이 한다.
3. 자유 의지를 가진 인간의 행위에는 내세에서 신의 보상 또는 처벌이 따른다. 무으타질라에 따르면 큰 죄는 용서받을 수 없지만 작은 죄는 용서받을 수 있다(즉 약간의 벌을 받은 후 그대로 무슬림으로 남을 수 있다). 큰 죄를 저지른 무슬림은 비무슬림과 동등하게 취급할 수는 없지만 움마에서는 추방해야 한다.

## 같이 보기
- 칼람
- 유대교 칼람
- 아슈아리파
- 마투리디파
- 바흐샤미파
- 그리스 철학

## 참고 문헌
- 김정위, 《이슬람사상사》, 민음사, 1987.
- 김정위 외, 《이슬람 사상의 형성과 발전》, 아카넷, 2000.